# İnci Aral
İnci Aral, née à Denizli en 1944, est une femme de lettres turque.

## Biographie
Elle suit des études de pédagogie à Manisa, puis de peinture à l'institut supérieur Gazi à Ankara.
Elle enseigne ensuite de 1964 à 1984, puis elle quitte l'enseignement pour ouvrir une galerie d'art à Istanbul. Elle anime cette galerie jusqu'en 1992, mais commence à publier des textes à partir de 1977 dans différentes revues, dont Varlık, Türk Dili (tr), Milliyet Sanat (tr) et Soyut (tr),. 
Elle se fait surtout connaître en 1983 par la publication du recueil de nouvelles Scènes de massacres : femmes d'Anatolie, consacré au massacre de Kahramanmaraş, encore appelé massacre de Marash, en décembre 1978. Elle publie l'année suivante, en 1984, un second recueil de nouvelles, Les Insomniaque (Uykusuzlar). En 1992, son roman Ölü Erkek Kuşlar [Oiseaux mâles morts]  reçoit le prix Yunus Nadi. 
Parmi ses œuvres les plus connues et les plus populaires figure une trilogie romanesque constituée de Yeni Yalan Zamanlar [Une nouvelle fois, le mensonge], publié en 1994, Mor [Violet], publié en 2002, et Safran Sarı [Jaune safran], publié en 2007.

## Principales œuvres

### Romans
- Ölü Erkek Kuşlar (1992) – Prix Yunus Nadi
- Yeni Yalan Zamanlar (1994)
- Hiçbir Aşk Hiçbir Ölüm (1997)
- İçimden Kuşlar Göçüyor (1998)
- Mor (2002)
- Taş ve Ten (2005)
- Safran Sarı (2007)
- Sadakat (2010)
- Şarkını Söylediğin Zaman (2011)

### Recueil de nouvelles
- Kıran resimleri (1983) Publié en français sous le titre Scènes de massacres : femmes d'Anatolie, traduit par Ali Terzioǧlu, Paris, l'Harmattan, coll. « Lettres turques », 1989  (ISBN 2-7384-0350-6)
- Uykusuzlar (1984) Publié en français sous le titre Les Insomniaques, traduit par Ali Terzioglu, Paris, Publiesud, coll. « Des Orients », 1994  (ISBN 2-86600-585-6)